# トムス・ミュージック
株式会社トムス・ミュージック（英: TMS MUSIC CO.,LTD）は、日本の音楽出版社、レコード会社。株式会社トムス・エンタテインメントの完全子会社。主にアニメーションに付随する音楽著作物の管理、制作を行っている。

## 概要
トムス・エンタテインメントのアニメーション作品に付随する音楽著作物の管理をする音楽出版社として1999年に設立。近年では楽曲の著作権管理だけでなく、サウンドトラックやキャラクターソング、オリジナルのドラマCDの制作・発売等、音楽レーベルとしても機能している。
かつては、「東京ムービーレコード」というレーベル名を使用した。

## 作品

### アニメ音楽制作担当作品
- 爆丸バトルブローラーズ
  - 爆丸バトルブローラーズ ニューヴェストロイア
  - 爆丸バトルブローラーズ ガンダリアンインベーダーズ
- ルパン三世 PART IV
- ルパン三世 イタリアン・ゲーム
- LUPIN THE IIIRD 次元大介の墓標
- とある飛空士への追憶
- 実は私は
- 聖闘士星矢 THE LOST CANVAS 冥王神話
- ヒーローバンク
- 神様はじめました◎
- BUZZER BEATER
- BRAVE10
- おぢいさんのランプ
- BUTA
- 伏 鉄砲娘の捕物帳
- のらみみ
- ReLIFE
- 甘々と稲妻
- ばなにゃ
- ALL OUT!!
- TRICKSTER -江戸川乱歩「少年探偵団」より-
- 信長の忍び
- イケメン戦国
- メガロボクス
- バキ
- ソラとウミのアイダ
- つくもがみ貸します
- フルーツバスケット
- 爆丸バトルプラネット
- 八月のシンデレラナイン
- 精霊幻想記
- 異世界でチート能力を手にした俺は、現実世界をも無双する〜レベルアップは人生を変えた〜

### サウンドトラック
- パンダコパンダサウンドトラック完全版
- 聖闘士星矢 THE LOST CANVAS 冥王神話オリジナルサウンドトラック
- おぢいさんのランプオリジナルサウンドトラック
- 神様はじめました音霊集
  - 神様はじめました◎音霊集◎
- ReLIFEオリジナルサウンドトラック
- バキ オリジナルサウンドトラック

### ドラマCD

#### オリジナル
- おじさまファクトリーシリーズ
- 新撰組北翔伝 晨星落落シリーズ

## 所属タレント・アーティスト

### 現在の所属アーティスト
- Rev:robe

### 過去の所属アーティスト
- 長妻樹里「言えないアイスクリーム」（ZERO-Aと共同製作）
- 喜多村英梨（2016年11月1日、キングレコードからの移籍を発表。2017年ミニアルバムリリース）
- AXELL（2019年1月、イケメン女子プロジェクト大改革により活動終了[2]。現在の活動に関してはdreamBoat・ael-アエル-・EUPHORIA（テイチクエンタテインメント所属）を参照。）
- 鈴木崚汰（2025年4月、株式会社DASH ON設立。同社代表取締役）[3][4][5]

## 社員
- 松尾康治（代表取締役社長）
- 大嶋絵涼子（取締役）
- 福山研輔（取締役）
- 中山健（監査役）
- 竹崎忠（元代表取締役社長。元セガの広報担当。）
- 橋本彩子（喜多村英梨のプロデューサー。インストアイベント等にも登壇。トムス・エンタテインメント制作のアニメ作品の音楽制作担当。キャラクターソング等の作詞も行っている。）